# Campanula
- Commons
- Wikispecies

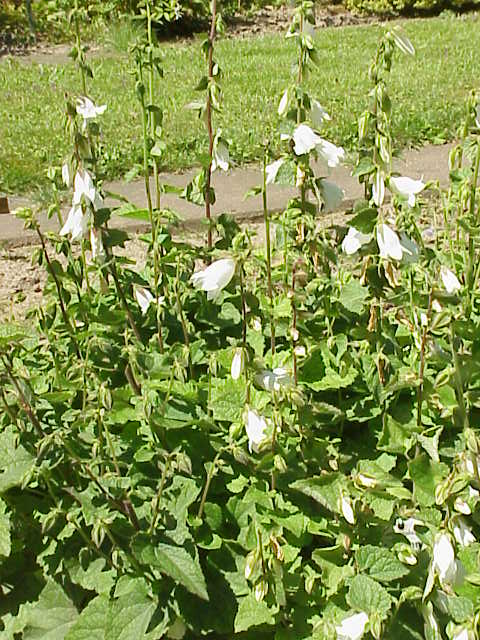
Campanula peregrina

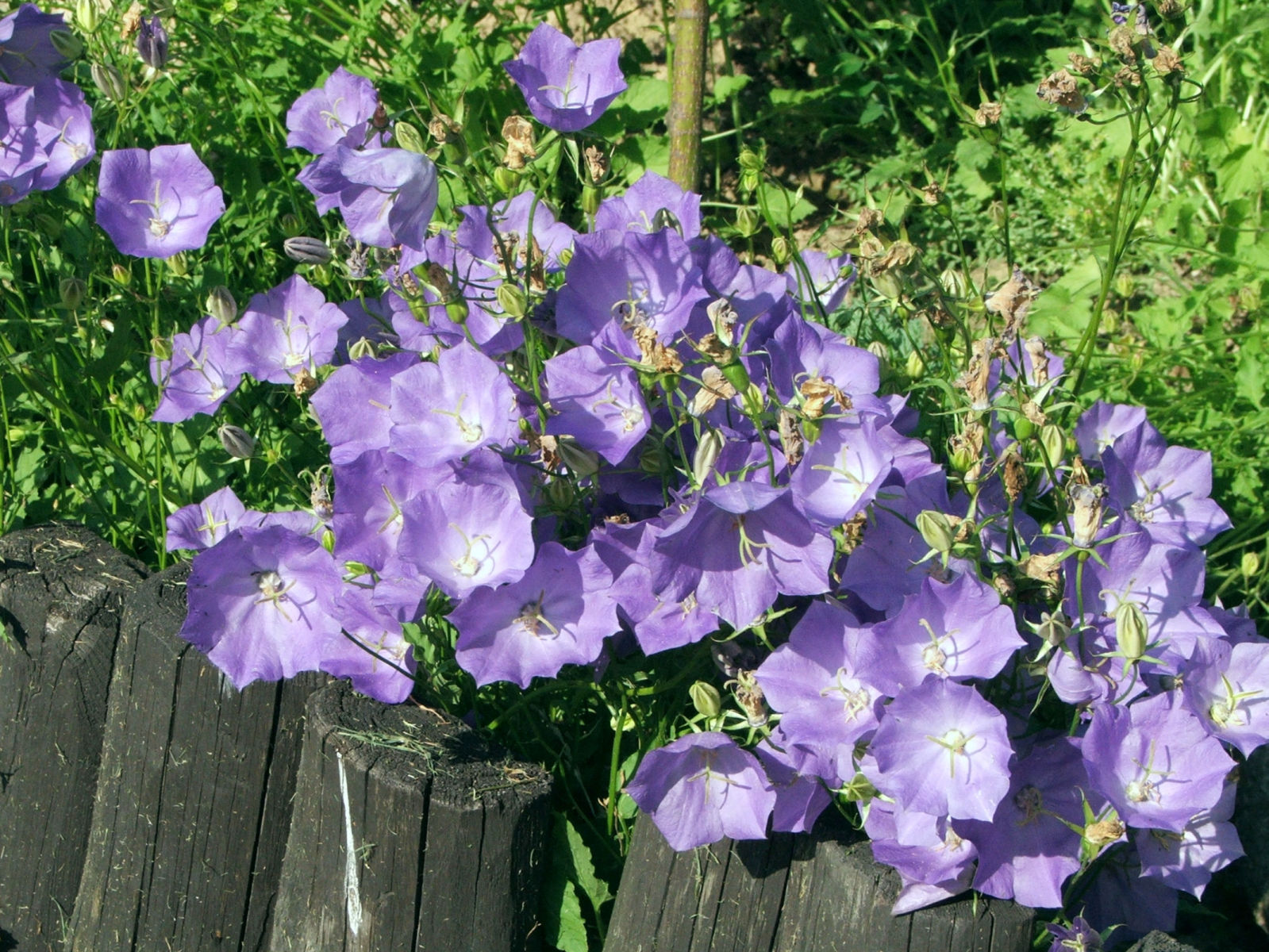
Campanula carpatica

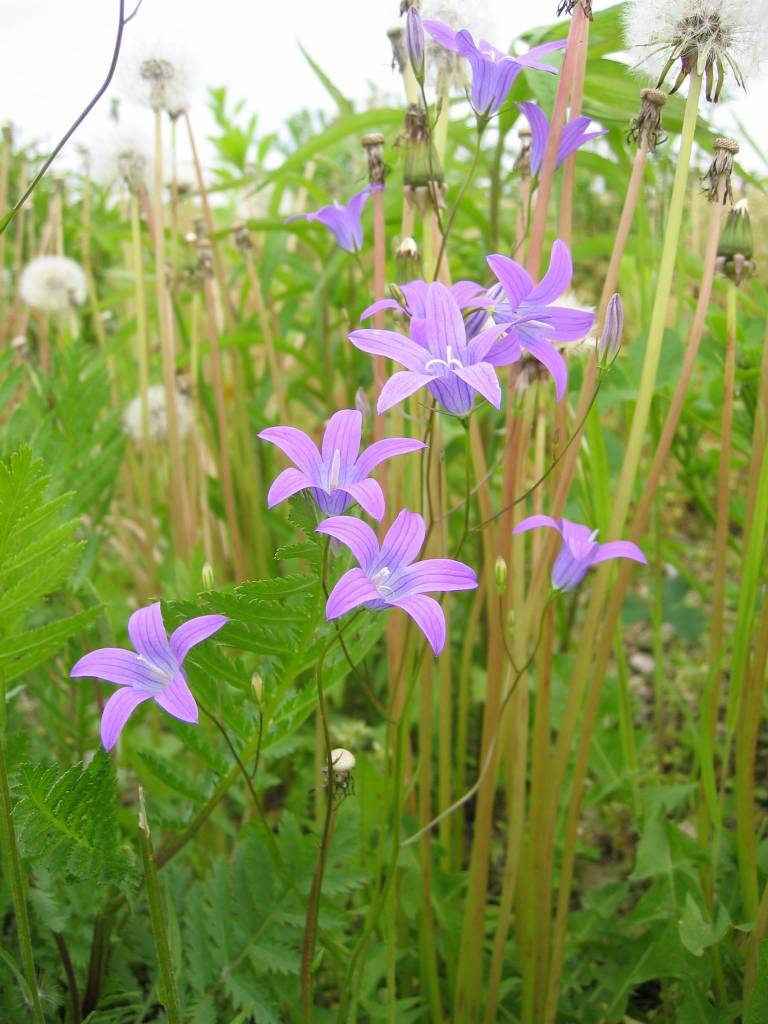
Campanula patula

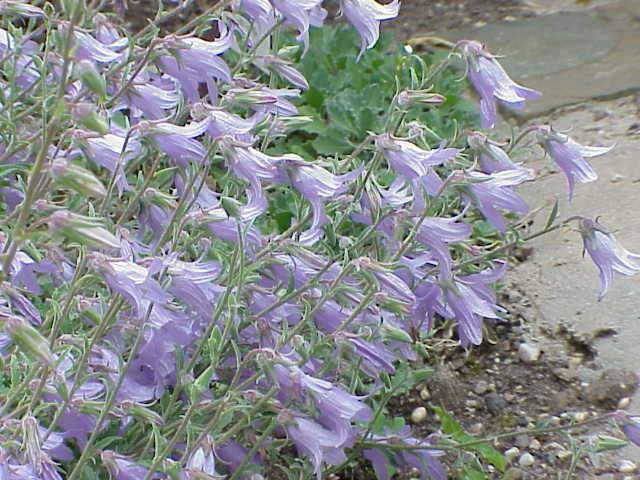
Campanula sarmatica

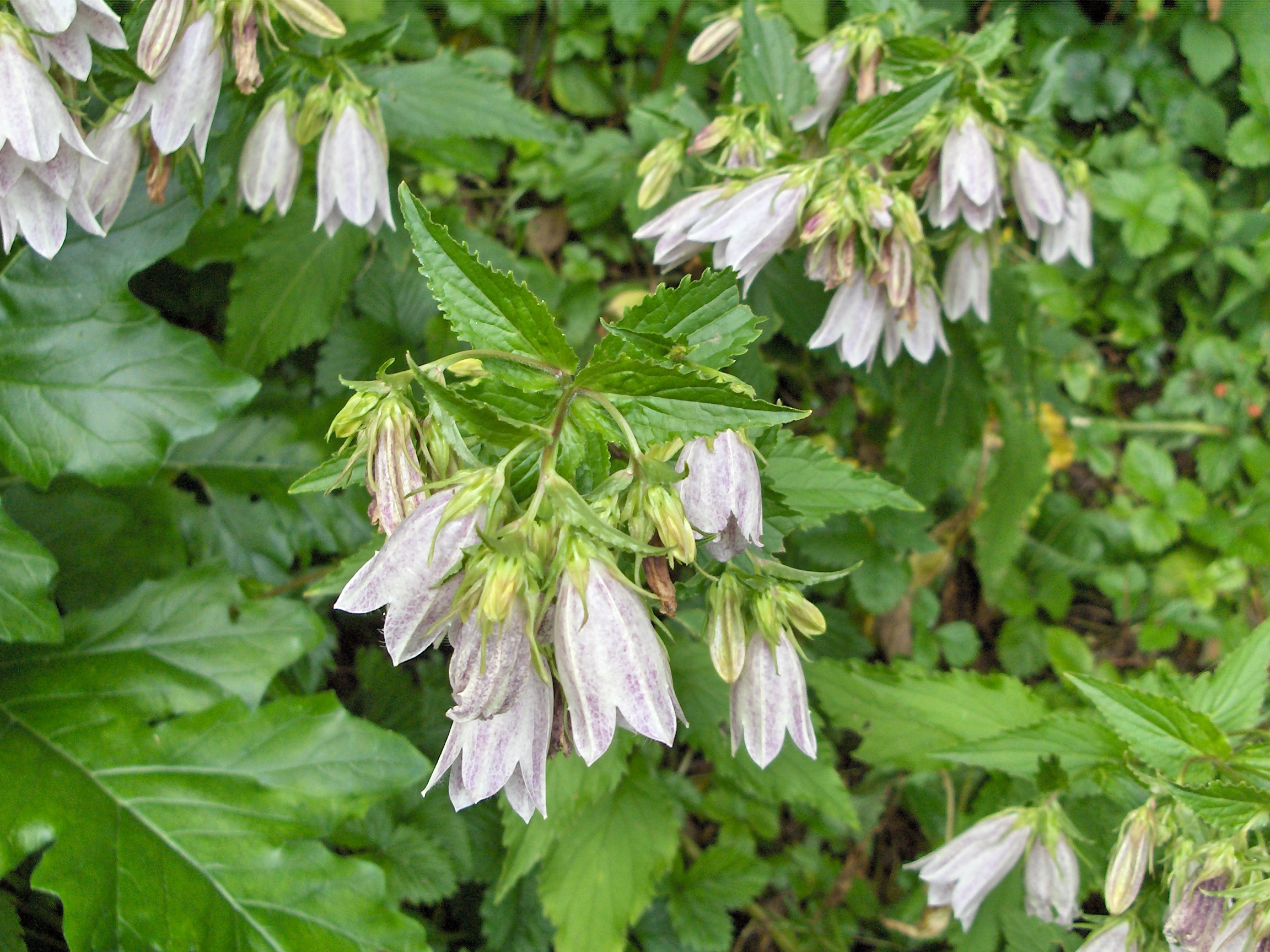
Campanula takesimana

Campânula (Campanula L.) é um gênero botânico pertencente à família Campanulaceae.

## Sinonímia
| - Annaea Kolak. - Astrocodon Fed. - Azorina Feer - Brachycodon Fed. - Campanulastrum Small - Diosphaera Buser - Echinocodon Kolak. | - Fedorovia Kolak. - Gadellia Schulkina - Hyssaria Kolak. - Mzymtella Kolak. - Neocodon Kolak. et Serdyuk. - Pseudocampanula Kolak. - Rapuntia Chevall. | - Rapuntium Post & Kuntze - Rotantha Small - Sachokiella Kolak. - Symphiandra Steud. - Symphyandra A. DC. - Tracheliopsis Buser |

## Espécies
| Campanula abietina Campanula adsurgens Campanula affinis Campanula alliariifolia Campanula alpestris Campanula alpina Campanula alsinoides Campanula americana Campanula aparinoides Campanula ardonensis Campanula argyrotricha Campanula arvatica Campanula aucheri Campanula autraniana Campanula barbata Campanula baumgartenii Campanula beauverdiana Campanula bellidifolia Campanula betulifolia Campanula bononiensis Campanula caespitosa Campanula calaminthifolia Campanula californica Campanula carpatica Campanula cashmeriana Campanula celsii Campanula cenisia Campanula cervicaria Campanula chamissonis Campanula cochleariifolia Campanula collina Campanula colorata Campanula crenulata Campanula dichotoma Campanula divaricata Campanula elatines Campanula elegans Campanula ephesia Campanula erinus Campanula excisa Campanula exigua Campanula filicaulis Campanula formanekiana Campanula fragilis Campanula gansuensis Campanula garganica Campanula glomerata Campanula grossekii Campanula hemschinica Campanula hercegovina Campanula herminii Campanula heterophylla Campanula imeretina Campanula incurva Campanula isophylla Campanula jacobaea Campanula kachethica Campanula kantschavelii Campanula kemulariae Campanula khasiana Campanula kolenatiana Campanula komarovii Campanula laciniata Campanula lactiflora Campanula lanata Campanula lasiocarpa Campanula latifolia Campanula latiloba Campanula lingulata Campanula linifolia Campanula longistyla | Campanula lusitanica Campanula lyrata Campanula macrorhiza Campanula macrostyla Campanula makaschvilii Campanula medium Campanula michauxioides Campanula mirabilis Campanula moesiaca Campanula mollis Campanula morettiana Campanula oblongifolia Campanula ochroleuca Campanula olympica Campanula orbelica Campanula oreadum Campanula orphanidea Campanula parryi Campanula patula Campanula pelviformis Campanula peregrina Campanula persicifolia Campanula petraea Campanula petrophila Campanula phrygia Campanula phyctidocalyx Campanula piperi Campanula portenschlagiana Campanula poscharskyana Campanula prenanthoides Campanula primulifolia Campanula pulla Campanula punctata Campanula pyramidalis Campanula raddeana Campanula raineri Campanula ramosissima Campanula rapunculoides Campanula rapunculus Campanula reiseri Campanula reuteriana Campanula rhomboidalis Campanula rotundifolia Campanula rupestris Campanula sarmatica Campanula sartorii Campanula saxatilis Campanula saxifraga Campanula scabrella Campanula scouleri Campanula sibirica Campanula spicata Campanula spruneriana Campanula stevenii Campanula stricta Campanula strigosa Campanula teucrioides Campanula takesimana Campanula thessela Campanula thrysoides Campanula tomentosa Campanula tommasiniana Campanula trachelium Campanula trautvetteri Campanula tridentata Campanula uniflora Campanula versicolor Campanula vidalii Campanula violae Campanula waldsteiniana Campanula zoysii |

- Lista completa

## Classificação do gênero
| Sistema | Classificação                      | Referência               |
| ------- | ---------------------------------- | ------------------------ |
| Linné   | Classe Pentandria, ordem Monogynia | Species plantarum (1753) |

## Literatura
- Bernd Hertle, Peter Kiermeier, Marion Nickig: Gartenblumen - Porträts und Pflegeanleitungen beliebter Gartenblumen und attraktiver Grünpflanzen, Verlag Gräfe und Unzer, München 1993, ISBN 3-7742-1796-3
- The Wild Flowers of Britain and Northern Europe; by R and A Fitter; publisher Collins 1974